# Lysimachia glanduliflora
Lysimachia glanduliflora là một loài thực vật có hoa trong họ Anh thảo. Loài này được Hanelt mô tả khoa học đầu tiên năm 1962.